# Тоберморі (Онтаріо)
Тоберморі — невелика громада, розташована на північному краю півострова Брюс, на традиційній території нації согін оджибвей. До європейської колонізації в середині 19-го століття півострів Брюс був домом для народів племені согін оджибвей, їхні найдавніші предки прибули на цю територію ще 7500 років тому. Входить до складу муніципалітету півострова Північний Брюс. Це 300 км на північний захід від Торонто. Найближче місто до Тоберморі — Оуен-Саунд, 100 км на південь від Тоберморі по шосе 6.
Морський геодезист Генрі Бейфілд спочатку назвав цю гавань Коллінз-Гарбор. Приїжджі шотландці зауважили подібність місцевої гавані до гавані міста Тоберморі ([ˌtoʊbərˈmɔəri]; шотл. гел. Tobar Mhoire) — найбільшого поселення острова Малл у шотландських Внутрішніх Гебридах, що й спонукало до цієї назви.
Околиця відома як «світова столиця підводного плавання з прісною водою» через кораблетрощі, численні рештки суден лежать на дні у навколишніх водах, особливо в Морському національному парку Фатом-Файв. Тоберморі та його околиці є популярними місцями відпочинку. Місто розташоване на північ від національного парку півострова Брюс.
Легковий пором MS Чі-Чімун сполучає Тоберморі з островом Манітулин на озері Гурон. Тоберморі також є північною кінцевою станцією маршруту Брюса та має дві гавані, відомі місцевим жителям як «Велика ванна» та «Маленька ванна»: Біґ-Таб-Гарбор та Літл-Таб-Гарбор. Більша з них є найбільшою природною прісноводною гаванню Канади.
У Тоберморі зазвичай на кілька градусів холодніше, ніж у Торонто. Багато закладів у місті працюють сезонно з травня до довгих вихідних на День подяки в жовтні та зачинені протягом інших семи місяців року.

## Географія
Уряд Онтаріо встановив у Тоберморі інформаційні дошки про географію регіону. Одна з них, на вершині півострова, містить інформацію про Ніагарський уступ: «Ця берегова лінія позначає північну кінцівку Ніагарського уступу на півдні Онтаріо, який безперервно тягнеться на 465 миль через південне Онтаріо від Ніагарського водоспаду. Уступ утворився в результаті ерозії шаруватих осадових порід, що відкладалися в стародавніх морях палеозойської ери понад 400 мільйонів років тому. Частини уступу утворюють острови між Тоберморі та Південним Беймутом, а ті самі палеозойські породи формують геологію острова Манітулин».
У 1857 році А. Г. Робінсон, головний інженер експлуатації маяка на озері Гурон, описав цю територію як «цілком непридатну для сільськогосподарських цілей». У 1869 році державний землевпорядник Чарльз Ранкін прибув у цей район, щоб повторно обстежити запропоновану дорогу, яка проходила б через центр містечка Сент-Едмондс від межі міста Ліндсей до гавані Тоберморі в Онтаріо. Після шести тижнів боротьби за виконання завдання Ренкін і його команда повернулися до свого базового табору. У своєму звіті він резюмував, що ця робота була «одним із найбільш клопітких обстежень і прокладань маршрутів... з якими я коли-небудь стикався». У 1873 році Вільяма Була, представника Індіанського департаменту, було направлено досліджувати регіон, щоб визначити кількість придатних сільськогосподарських угідь, а також якість і кількість лісових ресурсів. Він повідомив, що міська ділянка та частина прилеглої території «майже вся вигоріла, залишивши білі скелясті хребти зовсім голими».
Незважаючи на такі застереження, протягом 1870-х і 1880-х років уряд продавав ділянки землі потенційним поселенцям, рекламуючи їх як нібито сільськогосподарські угіддя. Результат був хаотичним. Деякі першопрохідці прибули й намагалися створити сільськогосподарські угіддя, тоді як інші, борючись із навколишнім середовищем і стихією, покинули землю. Деякі з цих ділянок були захоплені іншими, а багато урочищ десятиліттями залишалися незамешканими.
Одним з основних продуктів, отриманих із лісів півострова Брюс, була кора дерев тсуґи канадської. В середньому близько 4000 тюків кори було відправлено на шкіряні заводи до Кітченера, Актона, Лістовела та Торонто.
Перший тартак у Тоберморі було відкрито в 1881 році, і протягом 20 років більшість цінної деревини зникла. Тоді пожежі обвуглили спустошений ландшафт, і до 1920-х років регіон був майже оголений. Занепад лісорозробок змусив поселенців покинути регіон, і півострів зазнав стабільного скорочення населення до 1970-х років, коли дачники звернули увагу на цей регіон і почали скуповувати землю.
Пиломатеріали півострова Брюс більше не є основним економічним ресурсом, але вони стали поштовхом до заселення регіону.

### Клімат
Тоберморі має вологий континентальний клімат ( Koppen: Dfb) з чотирма різними сезонами. Літо м'яке або тепле, а зима холодна. Опади рівномірно розподілені протягом року.

### Природа і тваринний світ
Тоберморі є домом для багатьох видів рослин і тварин. Стародавні туї простягаються вздовж країв скель і утворюють величні густі ліси в Тоберморі та на півострові Брюс. Чорні ведмеді та рідкісні рептилії також знаходять притулок у скелястих місцях різноманітних водно-болотних угідь цього району.
Серед тварин, яких найчастіше бачать, є чорні ведмеді, білохвості олені, голкошерсти канадські, ракуни, вивірки, бурундуки і різноманітні рептилії. Гримучу змію Східної Массасауги також можна зустріти в Тоберморі, хоча зараз вона перебуває під загрозою зникнення.
Серед багатьох видів рослин, які зустрічаються в цьому районі, на півострові Брюс є близько 43-х видів диких орхідей через різноманітність місць існування. У червні в Тоберморі проводять щорічний фестиваль орхідей, який включає екскурсії та презентації.
Принаймні один вид квітів росте в Біґ-Таб і більше ніде в світі.
Масові вивезення деревини на початку 1900-х років зрештою призвели до того, що поселенці перейшли на рибальство. Наприкінці 1800-х років рибалки почали закидати сіті в глибокі природні гавані Тоберморі. Багатий промисел почав скорочуватися на початку 1920-х років через надмірний вилов риби та поширення паразитних міног.

## Пам'ятки та туризм

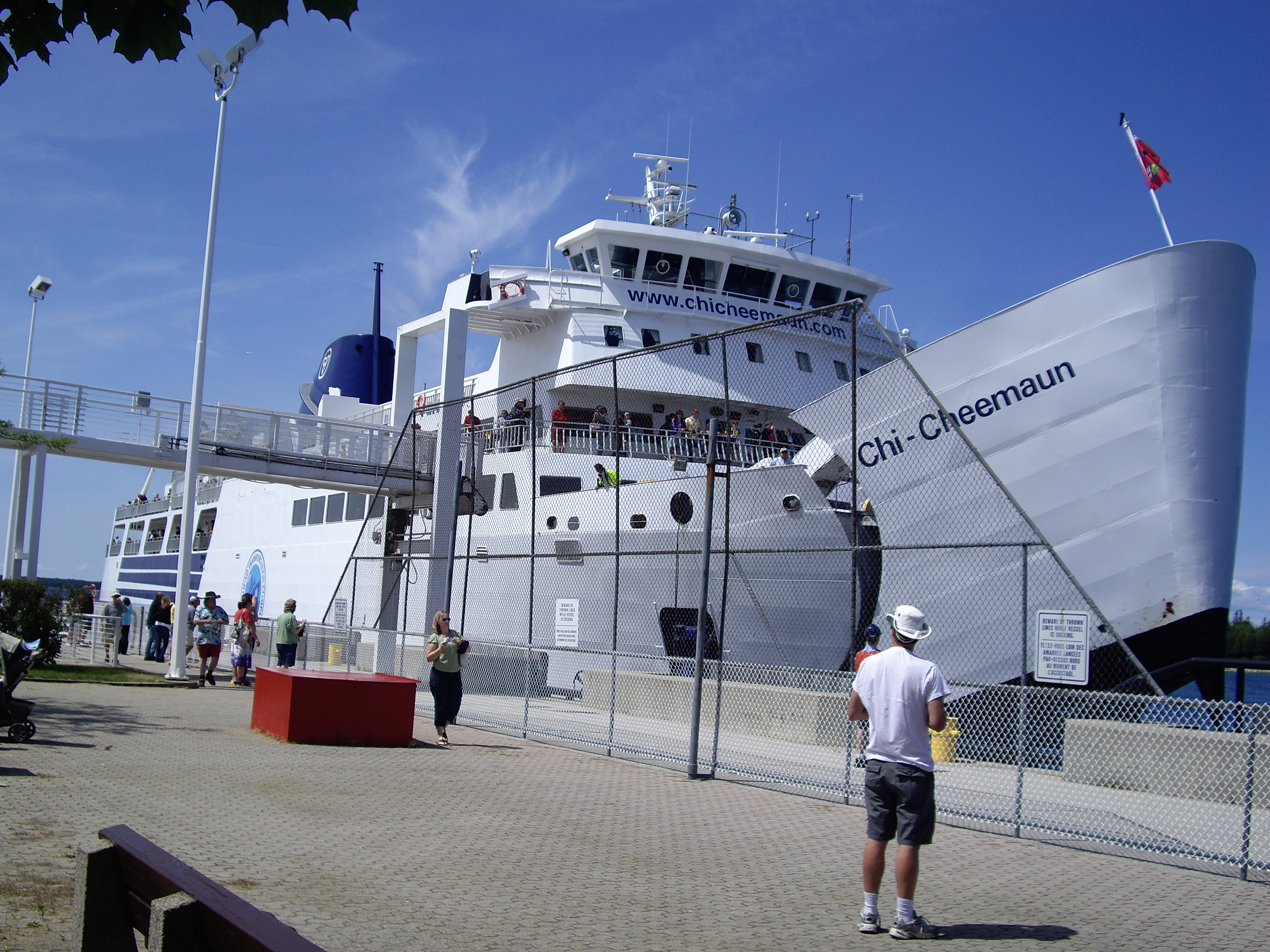
Причал порома MS Chi-Cheemaun у Тоберморі

### Національний морський парк Фатом-Файв
Тоберморі розташований поруч із Морським національним парком Фатом-Файв, першим у Канаді морським національним природоохоронним об'єктом. У парку є 22 об'єкти з уламками затонулих кораблів, кілька історичних маяків, мандрівникам пропонуються круїзи суднами зі скляним дном довкола Тоберморі та на Флаверпот-Айленд.

### Лайонс-Гед
Відомий своєю формою голови лева, край вивітреної скелі, протягом останніх кількох десятиліть слугував туристичним об'єктом у Тоберморі та використовувався як орієнтир, коли вітрильні кораблі були найпоширенішими, надаючи їм притулок від негоди у бурхливій затоці Джорджен-Бей.

### Туризм
Туризм у цьому районі процвітає, зріс більш ніж на 200% за п'ять років між 2003 і 2008 роками, і очікується, що він буде зростати в майбутньому.

### Стежка Брюса
Брюс-Трейл, популярна туристична стежка з чудовими краєвидами зі скелястих урвищ на бірюзову воду затоки, починається в Тоберморі й тягнеться на південь аж до Ніагарського водоспаду, що робить її однією з найстаріших і найдовших у Канаді.

## Транспорт
Головна місцева дорога — шосе Онтаріо 6. Це північний кінцевий пункт південного сегмента шосе, оскільки північний відрізок переривається затокою Джорджен-Бей. Поромна переправа MS Chi-Cheemaun сполучає дві ділянки шосе 6 протягом частини року.
Аеропорт Тоберморі — аеропорт авіації загального призначення розташований на південь від міста.

## У масовій культурі
Дія науково-фантастичного роману «Година зобов'язань» Джеймса Алана Ґарднера розгортається в Тобер-Ков, постапокаліптичній версії Тоберморі.
Вірш Джеймса Ріні «Біля Тоберморі, Онтаріо» описує бухту поблизу міста.

## ЗМІ

### Газети
У місті виходить газета - Tobermory Press.

### Радіо
CHEE-FM 89.9 у Тоберморі надає сезонну інформацію про пором MS Chi-Cheemaun. Робочий статус CHEE-FM невідомий.
CBPS-FM 90.7 Національного парку півострова Брюс надає інформацію про туризм, парк і погоду.
CFPS-FM Port Elgin з Порт-Елґіна має FM-ретранслятор у Тоберморі, який працює на частоті 91,9 FM
Громадська радіостанція CHFN-FM 100.1 Neyaashiinigmiing First Nations
Усі інші радіостанції, включаючи Оуен-Саунд, острів Манітулин, Садбері, навіть північно-східний Мічиган і центральне Онтаріо, також можна почути в Тоберморі та районах північного півострова Брюс.

## Зовнішні посилання
- Тоберморі, Онтаріо

Шаблон:Bruce County, Ontario